# Kasepää
Kasepää (deutsch: Kasepäh) ist ein Teil der estnischen Landgemeinde Mustvee im Kreis Jõgeva mit einer Fläche von 40,87 km².
Der Ort hat 184 Einwohner. Neben dem Hauptort Raja umfasst sie die Dörfer Kaasiku, Kasepää, Kükita, Metsaküla, Nõmme, Omedu und Tiheda. Im Zuge der Verwaltungsreform 2017 wurde Kasepää Teil der Landgemeinde Mustvee.
Die Dörfer sind stark von russischen Einwanderern des 18. und 19. Jahrhunderts geprägt, die als Altgläubige vor der dortigen religiösen Verfolgung fliehen mussten. Sie lebten meist vom Fischfang im Peipussee. Sehenswert sind die orthodoxen Holzkirchen der Dörfer aus dem 19. Jahrhundert.

## Weblinks

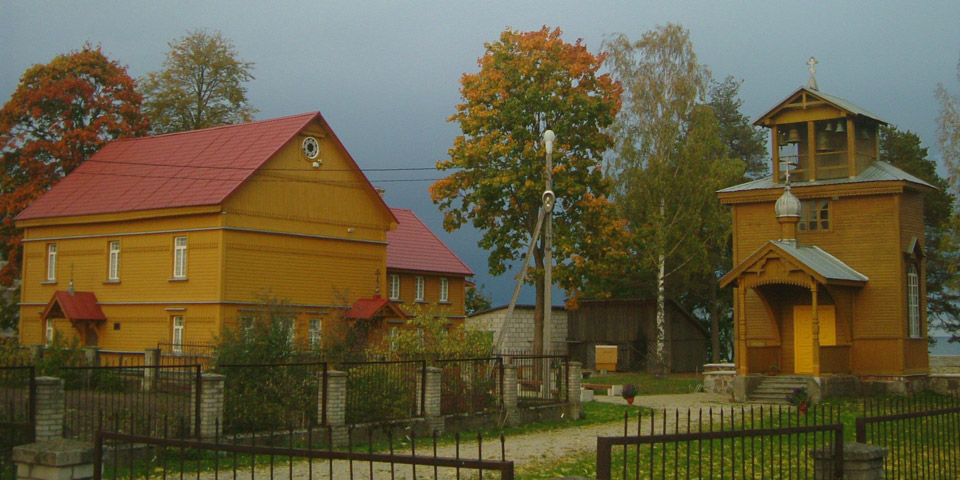
Kloster und Kirche der Altgläubigen in Raja, 2006